# Emanuele Requesens
Emanuele Requesens of in het Siciliaans Requisenz (Palermo,   - aldaar, 24 maart 1848), prins van Pantelleria, was een opstandige edelman in het koninkrijk der Beide Siciliën. Hij ijverde voor de onafhankelijkheid van Sicilië van Napels en was als zodanig een tegenstander van het regerende Huis Bourbon-Sicilië. Zijn rol in het Risorgimento was steeds vanuit Siciliaans perspectief.

## Levensloop
Requesens was prins van Pantelleria, een vulkanisch eilandje tussen Sicilië en Tunesië. Andere adellijke titels waren prins van Ventimiglia, graaf van Buscemi, baron van San Giacomo, heer van Marsala en baron van Solarino. Deze edelman was toegelaten tot de Orde van Malta met de titel van ridder. Hij diende als officier in het leger van de Beide Siciliën. Op politiek vlak evenwel was hij een tegenstander van het Bourbonregime. 
Tijdens de revolte van 1820 was hij bevelhebber van de opstandige troepen. Nadat koning Ferdinand I zijn gezag had hersteld, vluchtte Requesens voor diens wraak. Zoals andere revolutionaire leiders trok hij naar Parijs. Van 1820 tot 1832 leefde Requesens in Parijs. Anders dan andere ballingen die zich in het Parijse nachtleven stortten, volgde hij de politieke debatten. Hij schonk zijn terreinen op Sicilië aan zijn pachters. Aan andere Sicilianen die voor hem gewerkt hadden, schonk hij fortuinen weg.
In 1832 kreeg Requesens koninklijke gratie. Hij keerde naar Palermo terug. Zijn financiële situatie was zo beroerd geworden dat hij zijn paleizen verkocht (1835). Daar was niet alleen de Villa Requesens bij maar ook het Palazzo Pantelleria. Dit was het luxueus stadspaleis van de familie Requesens sinds vele generaties (sinds 1620). Francesco Varvaro Qerola, een handelaar, werd de nieuwe eigenaar van het Palazzo Pantelleria dat een handelspand werd. Als blijk van gunst liet Varvaro de prins een vleugel betrekken, want de prins was dakloos. De bedienden in het paleis stopten hem soms geld toe wanneer Requesens en zijn gezin niet rond kwamen. Hij had de naam een verkwister te zijn.
De revolutie brak uit in 1848, niet alleen in Sicilië maar in meerdere steden van West-Europa. Requesens rukte uit naar de barricaden. Requesens trad toe tot het militair comité in het afgescheurde koninkrijk Sicilië. Zijn revolutionaire ijver werd beloond met de post van minister van Oorlog. Hij keek uit naar de opening van het parlement van het onafhankelijke Sicilië, doch enkele dagen voor de opening stierf hij. Hij overleed in zijn vleugel in het palazzo. 

## Eerbewijs
Een marmeren plaat aan de voorgevel van het Palazzo Pantelleria herinnert aan Emanuele Requesens.